# Hungry Dirty Baby
Albums de Mademoiselle K
Jouer dehors
(2011) Sous les brûlures, l'incandescence intacte
(2017)

Hungry Dirty Baby est le quatrième album studio de Mademoiselle K, le premier en auto production, sorti le 19 janvier 2015, pour les versions CD et audio numérique, et le 26 janvier 2015, pour la version vinyle.
- Production : Kravache
- Réalisation : Richard Woodcraft
- Distribution : Believe pour le digital et PIAS pour le physique

## Liste des titres
1. I Can Ride A Fuked Up Bul 3:04
2. Glory 3:48
3. R U Swimming ? 4:31
4. Hungry Dirty Baby 3:17
5. Love Robots 3:44
6. Walk Of Shame 3:33
7. UR WOW 3:48
8. Watch Me 3:48
9. Laaa La 3:26
10. Morning Song 4:59
11. Someday 5:53
12. C La Mort (Bonus Track) 3:21

## Anecdotes
- Un auto-collant sur le boitier du CD indique "Ma maison de disque m'a dit "Fais ton album en français ou on te vire", j'ai fait mon album en anglais". L'ancienne maison de disques de Mademoiselle K (EMI Music devenue Warner) a en effet refusé de signer cet album, au prétexte qu'elle perdrait son public. Cela n'a toutefois pas arrêté l'artiste, déterminée à sortir son album en anglais ; "je préfère lécher des barreaux plutôt que des culs", écrit-elle sur sa page Facebook. Elle claque la porte de la major, et fonde sa propre maison de production, Kravache.